# (Z)-3-Hexenal
(Z)-3-Hexenal ist eine chemische Verbindung aus der Gruppe der Aldehyde, genauer der Alkenale. Es kommt als grüner Blattduftstoff in vielen Pflanzen vor. Es wird auch als Aromastoff in Lebensmitteln verwendet.

## Vorkommen

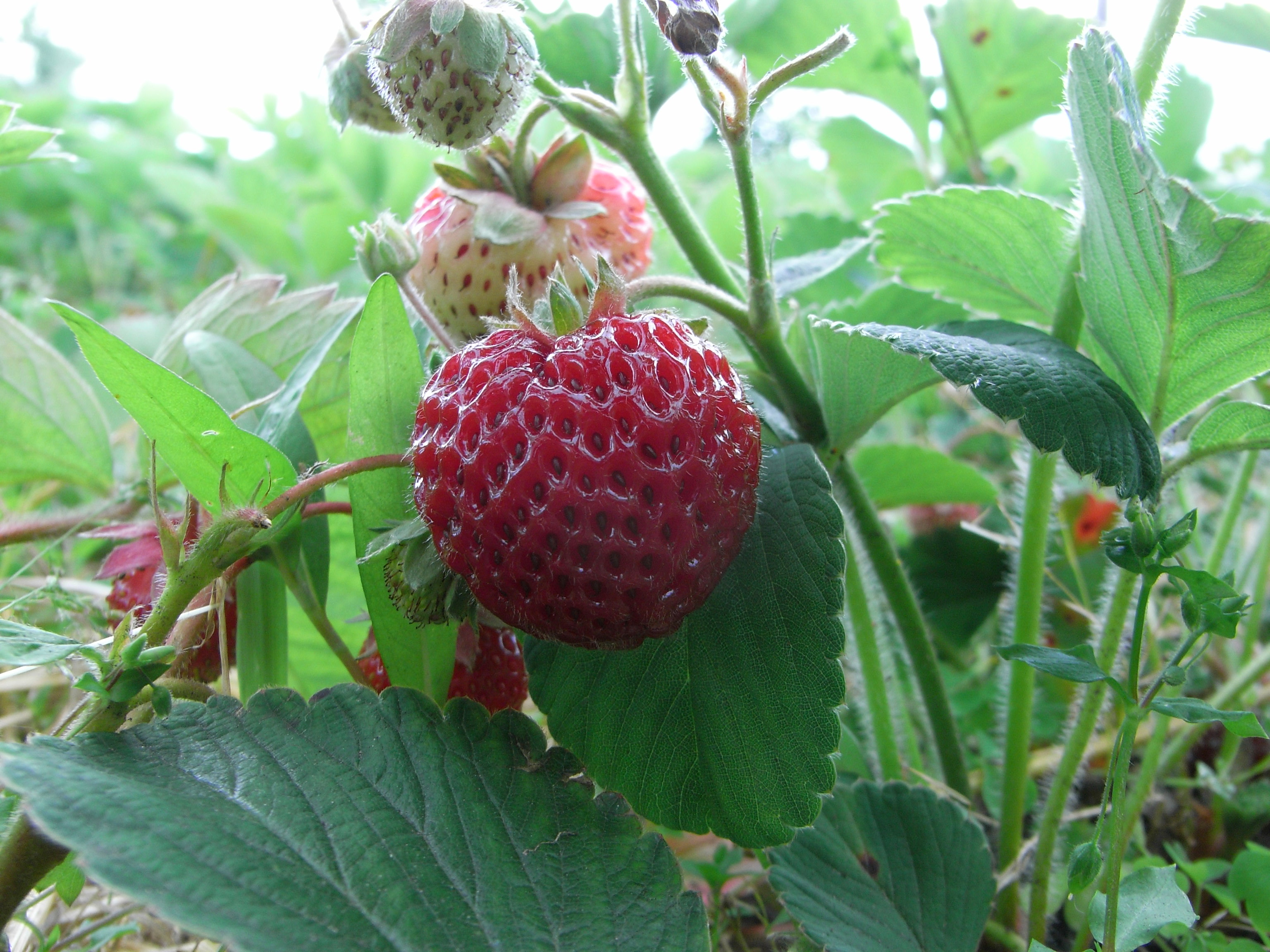
Erdbeere „Mieze Schindler“.

(Z)-3-Hexenal kommt vielfältig in der Natur (z. B. in Spinat, Pfirsichen, Citrusfrüchten, Erdbeeren, grünem Tee, Basilikum, Petersilie) vor und gehört zu den Grünen Blattduftstoffen. Die Biosynthese vieler dieser Stoffe erfolgt aus α-Linolensäure, die mittels Lipoxygenasen über eine Peroxycarbonsäure zu flüchtigem (Z)-3-Hexenal und einer nichtflüchtigen C12-Verbindung gespalten wird. Das 3-Hexenal wird zum bekanntesten Vertreter der grünen Blattduftstoffe reduziert, dem (Z)-3-Hexenol, welches auch als Blattalkohol bekannt ist. Das Isomer (E)-3-Hexenal kommt ebenfalls natürlich (z. B. in Zuckermelonen, Tee, Äpfeln und Aprikosen) vor. Sein Aroma ist jedoch deutlich schwächer als das des (Z)-Isomers. Es entsteht auch bei der Lagerung linolsäurehaltiger Lebensmittel.

## Gewinnung und Darstellung
(Z)-3-Hexenal kann durch Oxidation von (Z)-3-Hexenol gewonnen werden.

## Eigenschaften
(Z)-3-Hexenal ist eine farblose Flüssigkeit mit grün, fruchtigem Geruch. Das technische Produkt wird als Lösung in Triacetin angeboten.

## Verwendung
(Z)-3-Hexenal ist ein wichtiger Bestandteil des Aromas frisch gepresster Säfte (z. B. Orange, Grapefruit). Da es wesentlich instabiler ist als (E)-2-Hexenal (zu dem es isomeriert), wird es kaum zur Aromatisierung von Lebensmitteln verwendet. In der EU ist es unter der FL-Nummer 05.075 als Aromastoff für Lebensmittel allgemein zugelassen.

## Externe Links zu erwähnten Verbindungen
1. ↑  Externe Identifikatoren von bzw. Datenbank-Links zu (E)-3-Hexenal:  CAS-Nr.: 69112-21-6, EG-Nr.: 273-874-6, ECHA-InfoCard: 100.067.139, PubChem: 643139, ChemSpider: 558311, Wikidata: Q27274848.